# Lothar Meister I

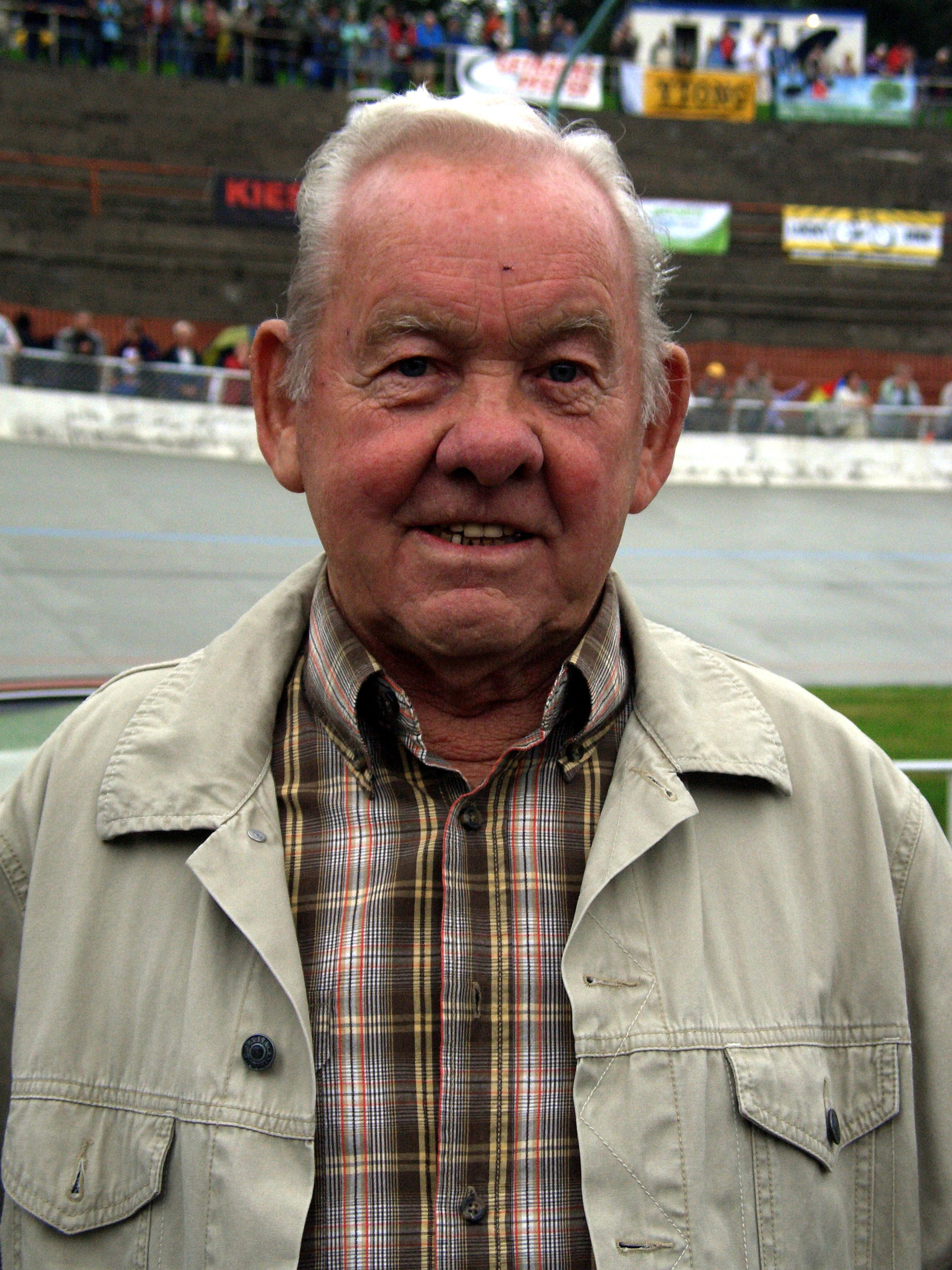
Lothar Meister 2010 anlässlich der 50. Jahresfeier der Steher-WM 1960 auf der Radrennbahn in Chemnitz

Lothar Meister, genannt Lothar Meister I, (* 26. Januar 1931 in Wittenberg; † 31. Januar 2021) war ein deutscher Radrennfahrer.
Lothar Meister, Spitzname „Lotte“, begann mit dem Radsport 1949 in Leipzig; im Alter von 18 Jahren gewann er Rund um Leipzig. 1952 wechselte der gelernte Kfz-Schlosser nach Chemnitz und fuhr künftig für „Wismut Chemnitz“ (später SC Wismut Karl-Marx-Stadt). In jener Saison gewann er das Rennen Rund um die Hainleite. Im Jahre 1950 wurde er DDR-Vizemeister auf der Straße hinter Edgar Schatz; 1952 errang er den Titel. Zwischen 1950 und 1956 nahm er fünfmal an der Internationalen Friedensfahrt teil; 1951 wurde er Zweiter der Gesamtwertung, 1953 gehörte er zu der DDR-Mannschaft, die die Mannschaftsgesamtwertung für sich entschied, und 1956 gewann er die Etappe Görlitz–Berlin. 1950 wurde er 14., 1953 12., 1954 33., 1956 52. der Gesamtwertung. In der DDR-Rundfahrt 1951 wurde er 14. In seiner Karriere kam er auf rund 60 Siege, darunter 1956 bei Rund um Dortmund.
Im Jahr 1957 wandte sich Meister dem Stehersport zu und wurde 1959 hinter Schrittmacher Fritz Erdenberger sowie 1960 DDR-Meister. 1958 errang er in Leipzig auf der Alfred-Rosch-Kampfbahn den Weltmeistertitel. 1959 wurde er in Amsterdam Dritter; 1960 belegte er nochmal den sechsten Platz bei einer Steher-WM. Nach Beendigung seiner aktiven Laufbahn betrieb Meister ein Taxi-Unternehmen in Karl-Marx-Stadt (heute Chemnitz), wo er fortan lebte.
Meister starb am 31. Januar 2021, kurz nach seinem 90. Geburtstag.
Während Meister als Radsportler aktiv war, gab es in der DDR einen zweiten Radsportler gleichen Namens, der beim selben Verein in Karl-Marx-Stadt fuhr, dreimal die Friedensfahrt von 1955 bis 1957 bestritt und zur Unterscheidung „Lothar Meister II“ genannt wurde.